# Upadek Trapezuntu
Upadek Trapezuntu – nastąpił 15 sierpnia 1461, gdy ostatni cesarz Trapezuntu Dawid II Komnen poddał oblężoną stolicę państwa Turkom Osmańskim. Kapitulacja miasta i abdykacja cesarza zakończyły istnienie ostatniego państwa-spadkobiercy Bizancjum.

## Sytuacja ogólna
Od 1459 Cesarstwem Trapezuntu rządził Dawid II, brat Jana IV i syn Aleksego IV. Położenie geograficzne państwa było wyjątkowo trudne. Graniczyło z wielkim i ekspansywnym Imperium Osmańskim, rządzonym przez sułtana, Mehmeda II. Po upadku Konstantynopola Turcy w ciągu kilku lat opanowali inne państwa post-bizantyjskie: Księstwo Aten (1458 r.) i Despotat Morei (1460 r.).
Dawid II zdecydował się na zbliżenie z innymi sąsiadami: Uzun Hasanem, sułtanem Ak Kojunlu oraz Jerzym VIII, królem Gruzji. Następnie wysłał poselstwa do Europy, prosząc o pomoc Filipa III Dobrego, księcia Burgundii oraz papieża Piusa II. Ten drugi, zdając sobie sprawę z powagi sytuacji, także wysłał poselstwo do Burgundii oraz do państw w Europie Południowo-Wschodniej, które były zagrożone przez Turków. Poparcia Trapezuntowi (bezpośrednio lub pośrednio przez porozumienie z Ak Kojunlu) zdecydował się udzielić Ahmed Czerwony, emir Synopy, leżącej na wybrzeżu Morza Czarnego oraz prawdopodobnie Ibrahim II ibn Mehmed emir Karamanu, zajmującego południowo-wschodnią i fragment centralnej części Azji Mniejszej.

## Wojna

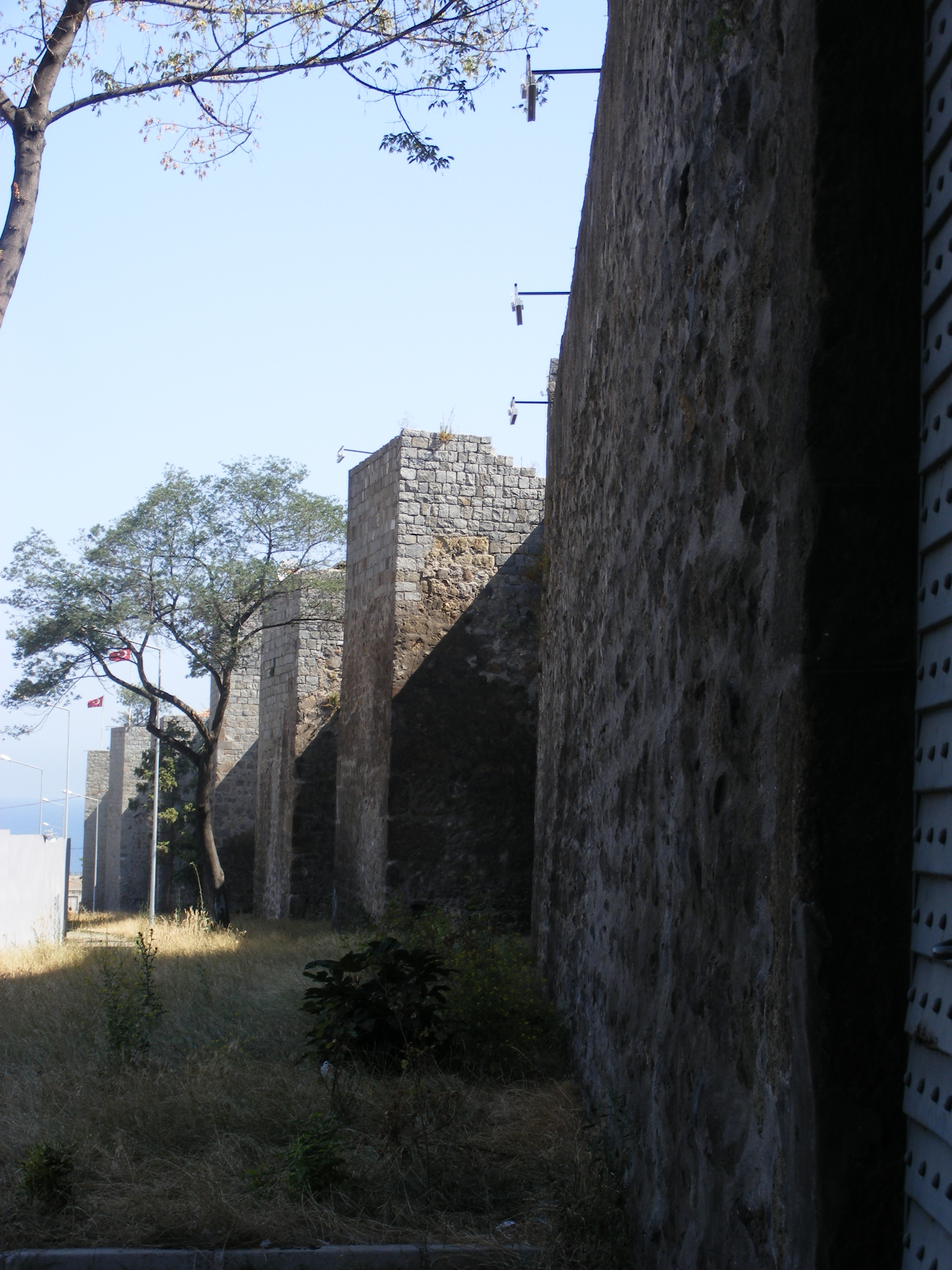
Mury miejskie Trapezuntu

Zachęcony sukcesami dyplomatycznymi cesarz zdecydował się wysłać delegację na dwór Mehmeda z prośbą o uchylenie decyzji o płaceniu trybutu, który zaczął wysyłać Jan IV, brat i poprzednik. Była to decyzja przedwczesna, gdyż w Europie nie doszło jeszcze do zawiązania koalicji antytureckiej. Tymczasem Mehmed II poczuł się obrażony prośbą Trapezuntczyków i postanowił rozprawić się z cesarstwem zbrojnie. Wysłał do Trapezuntu wielkiego wezyra Mahmuda Paszę na czele dużej floty, a sam wraz z armią ruszył przez Azję Mniejszą.
Jako pierwszy skapitulował Ahmed Czerwony – Synopa stała się częścią Imperium Osmańskiego. Następnie wojska Mehmdeda skutecznie odstraszyły Uzun Hasana od udzielenia pomocy Dawidowi II. Marsz na południowy wschód sprawił jednak, że pod Trapezunt dotarła w lipcu tylko turecka flota. Wojska Dawida nie zdołały jednak jej zatrzymać i Turcy splądrowali najbliższą okolicę stolicy, a następnie przystąpili do oblężenia. Mehmed dotarł pod miasto dopiero w połowie sierpnia 1461 r. W tym czasie trwały już negocjacje pomiędzy Mahmudem Paszą i skarbnikiem cesarskim Jerzym Amiroutzesem, reprezentującym Dawida. Sułtan początkowo był niechętny temu rozwiązaniu, ale nie zdecydował się na szturm miasta.

## Skutki
Ostatecznie, 15 sierpnia, po namowach Georgiosa Amiroutzesa, cesarz zdecydował się poddać. W zamian otrzymał wysokie uposażenie oraz zgodę na osiedlenie się w Tracji wraz z całą rodziną. Abdykował w drugiej połowie sierpnia lub na początku września 1461 r. Następnie osiadł w Adrianopolu (dzisiejsze Edirne), otrzymując 300 tys. sztuk srebra.
Część ludności stolicy została wysłana do Konstantynopola. Reszta osiadła na obrzeżach miasta lub została wcielona do służby Mehmeda II i jego oficerów. Z młodzieży wielu wcielono do korpusu janczarów.